# هنريك أستروم
هنريك أستروم (بالسويدية: Henrik Åström)‏ هو موسيقي ومنتج أسطوانات وملحن سويدي، ولد في 11 يناير 1980.

## وصلات خارجية
- هنريك أستروم على موقع IMDb (الإنجليزية)